# 로레단가

로레단 가 문장.

로레단 가(Loredan)는 베네치아 공화국의 귀족 가문이다.

## 역사
로레단 가는 12세기로 거슬러 올라가는 베네치아의 귀족 가문이고 1297년 세라타 델 마조르 콘실리오 이후 대의회에서 세습 의석을 얻었다. 사실이 아니라 전설에서는 마이나르디 가(Mainardi)로 거슬러 올라간다. 가문의 명칭은 그들의 조상들이 이룬 역사적 업적으로 인해 라우레아티, 라우레타니(Laureati, Lauretani)에서 전래됐다고도 한다. 산토 스테파노계의 방계 가는 1750년 안드레아 디 지롤라모 로레단(Andrea di Girolamo Loredan)에서 막을 내렸다. 산 비오 (팔라초 로레단 치니와 함께)계는 오늘까지 존재한다.

## 출신 인물
알비세 로레단(Alvise Loredan, 1393년–1466년)은 베네치아 정치인이자 함대 지휘관이였다. 자코모 로레단(Giacomo Loredan, 1396-1471)은 1467년에 프로쿠라토레 디 산 마르크 데 치트라( Procuratore di San Marco de Citra)에 선출됐다. 가문의 유명한 인물인 제독 피에트로 로레단(1439년 사망)은 지중해를 두고 두 경쟁 상대였던, 1416년 6월 갈리폴리 인근에서 오스만 투르크를, 1431년 라팔로 인근에서 제노바 공화국을 상대로 승리를 거둬냈다. 도제로 선출되려던 그의 시도는 경쟁자이던 프란체스코 포스카리에게 패하며 1423년에 실패로 끝났다. 그는 만토바와의 전쟁 기간인 1436년 베네치아군 장군으로 임명됐고 1438년 제네랄리시모(Generalissimo)로 선출됐으며, 다음 해에 암살당했다.
안토니오 로레단(1420년–1482년)은 베네치아가 소유하던 스쿠타리의 지휘관이자 스플리트, 알바니아 베네타, 모레아의 행정관이였다. 그는 1474년의 스쿠타리 방어를 성공한 것으로 유명하다.
피에트로 로레단은 도제 니콜로 마르첼로에 의해 1473-74년에 두 척의 베네치아 갤리선의 선장으로 임명됐다.
톰마소 로레단은 도제 아우구스티노 바르바리고에 의해 1490년에 두 척의 베네치아 갤리선의 선장으로 임명됐다.
그 외 인물들로는 자코모 로레단(Giacomo Loredan, 1396–1471), 조르조 로레단(Giorgio Loredan, 1404년 이전 –1475), 안토니오 로레단(Antonio Loredan, 1446–1514), 마르코 로레단(Marco Loredan, 1489–1557), 17세의 나이던 1630년에 아카데미아 델리 인코니티를 세운 조반 프란체스코 로레단(Giovan Francesco Loredan, 1607–1661), 빈 대사로 있었던 프란체스코 로레단(Francesco Loredan, 1656–1715) 등이 있다.

## 베네치아 공화국의 도제
로레단 가는 레오나르도 로레단 (1501–1521), 피에트로 로레단 (1567–1570), 프란체스코 로레단 (1752–1762)등 세 명의 도제들을 배출해냈으며, 그중 첫 번째는 베네치아 공화국의 역사에 큰 획을 그었고, 조반니 벨리니의 도제 레오나르도 로데단 초상화는 그의 얼굴을 지금까지도 익숙하게 했다.

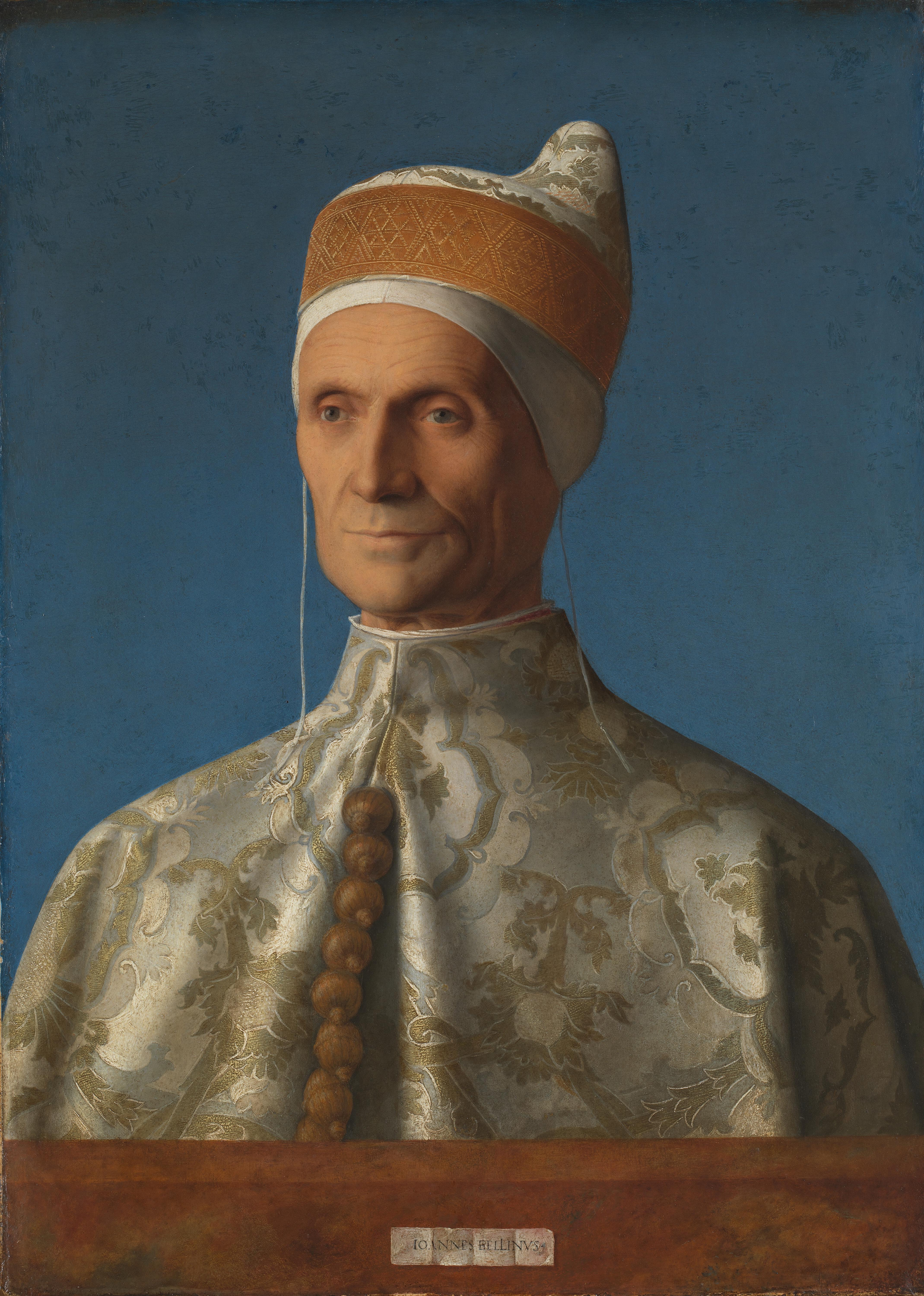
조반니 벨리니의 도제 레오나르도 로데단 초상화
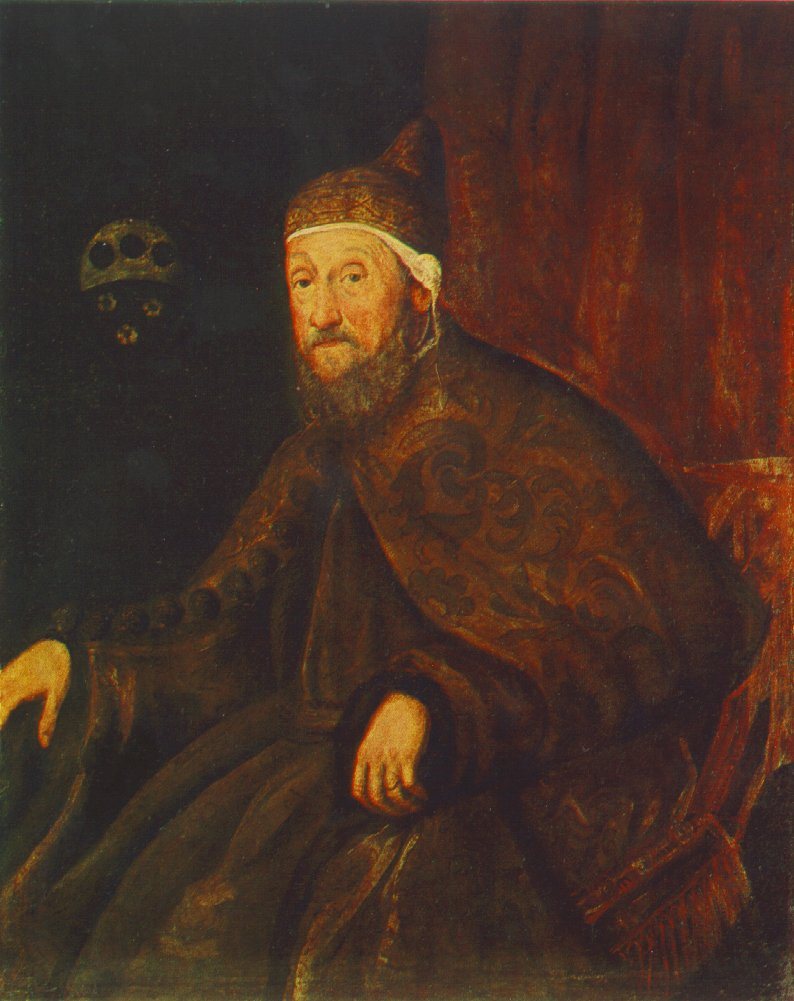
자코포 틴토렌토의 도제 피에트로 로레단 초상화
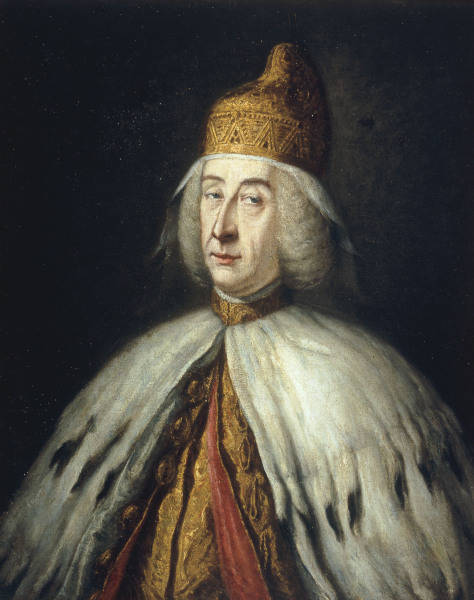
도제 프란체스코 로레단의 초상화

## 궁전
카날 그란데의 팔라초 로레단 델람바시아토레는 신성 로마 제국의 대사들의 거처로서 명성을 얻었다.
로레단 가의 대수집가로 알려진 안드레아 로레단은 마우로 코두시에게 카나레조에 위치한 궁전 건설을 의뢰했었다. 이에 대한 대금은 도제 레오나르도 로레단이 지불했다. 이후 18세기에 벤드라민 가가 소유하게 된 카 벤드라민 칼레르지는 리하르트 바그너와 관련하여 오늘날에 중요해졌다. 팔라초 주스티니안 로레단은 오늘날까지 로레단 가가 소유하고 있다.
트레비소 인근 파에세, 브렌타 강의 스트라, 아솔로, 파도바 인근 산투르바노등 테라페르마내에는 로레단 가 소유의 저택들이 많았다. 파에세에 있는 로레단의 저택은 피에트로 로레단 백작이 심은 포도밭이 있으며, 그곳의 와인은 콘테 로레단 가스파리니(Conte Loredan Gasparini)라는 상품으로 생산되고 있다.

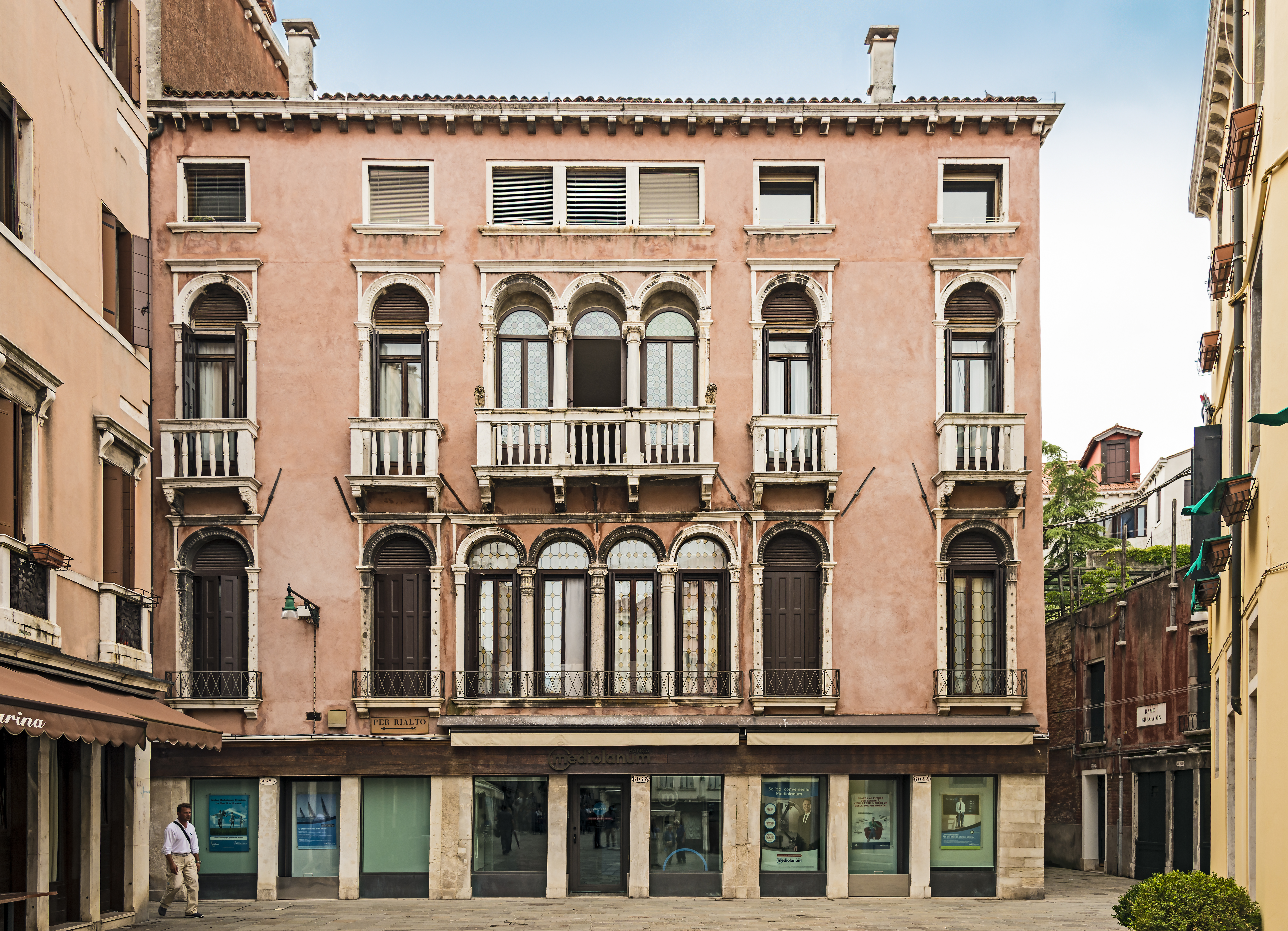
산타마리나의 로레단 궁전
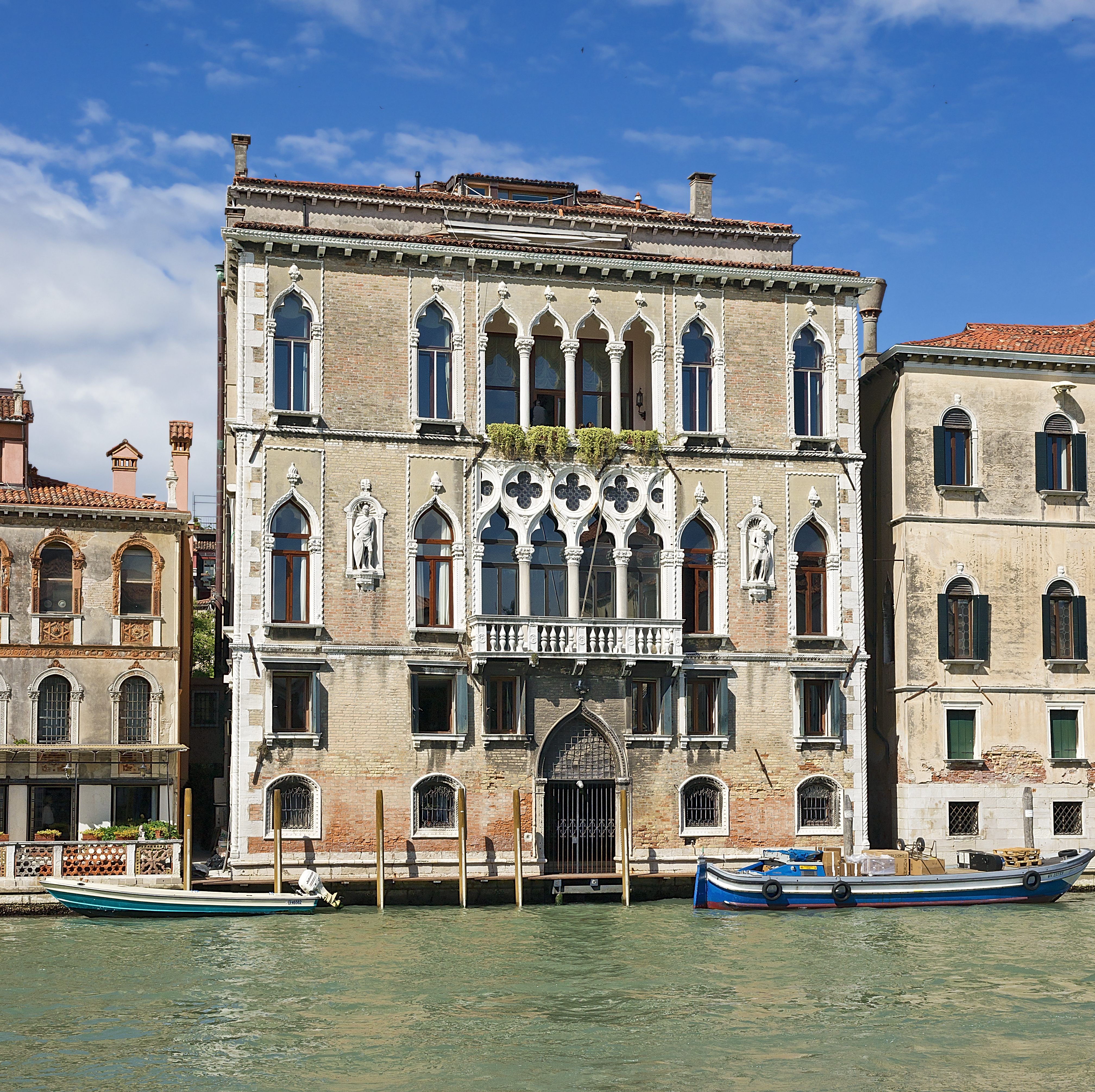
팔라초 로레단 델람바시아토레
카 로레단
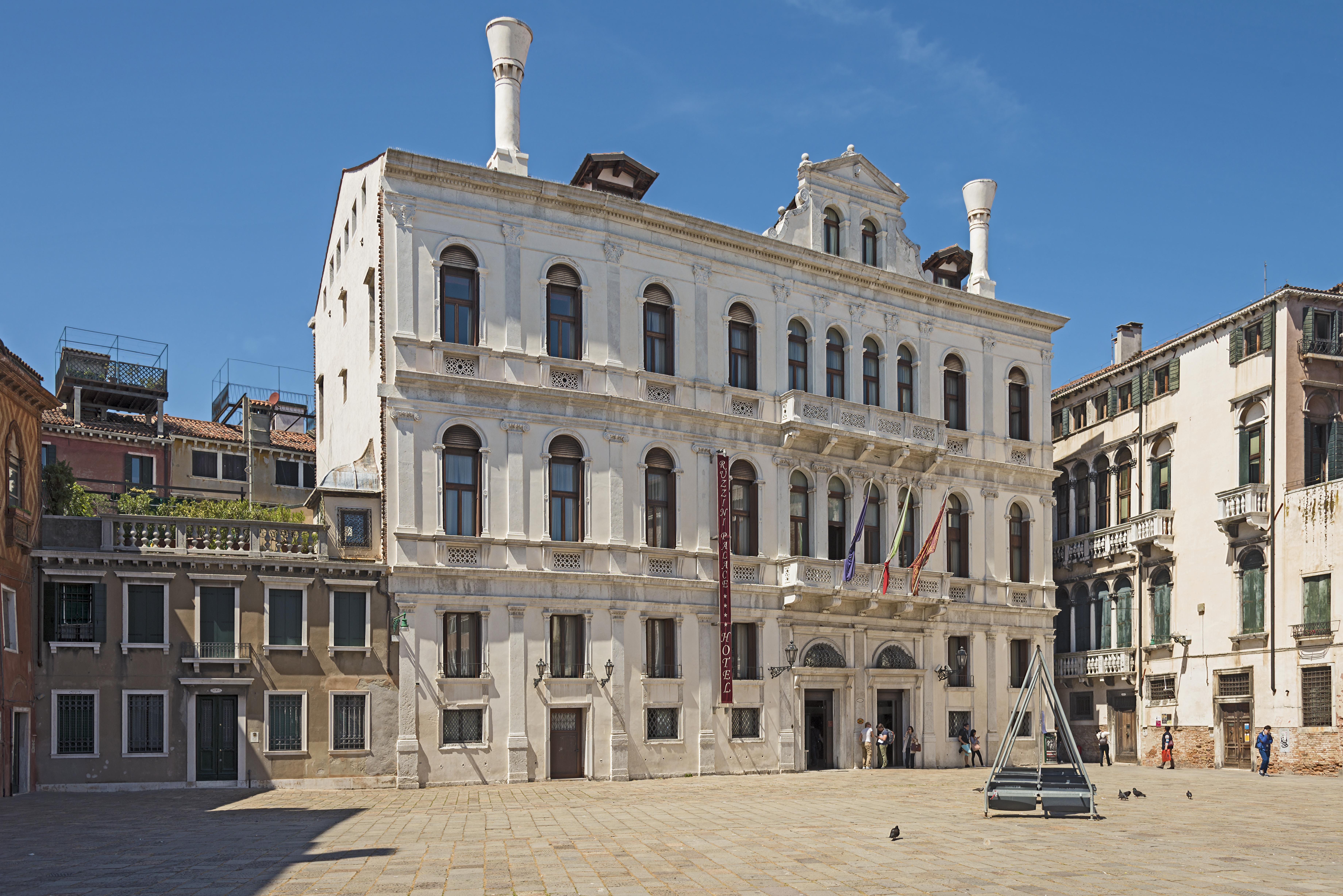
팔라초 프리울리 루치니 로레단
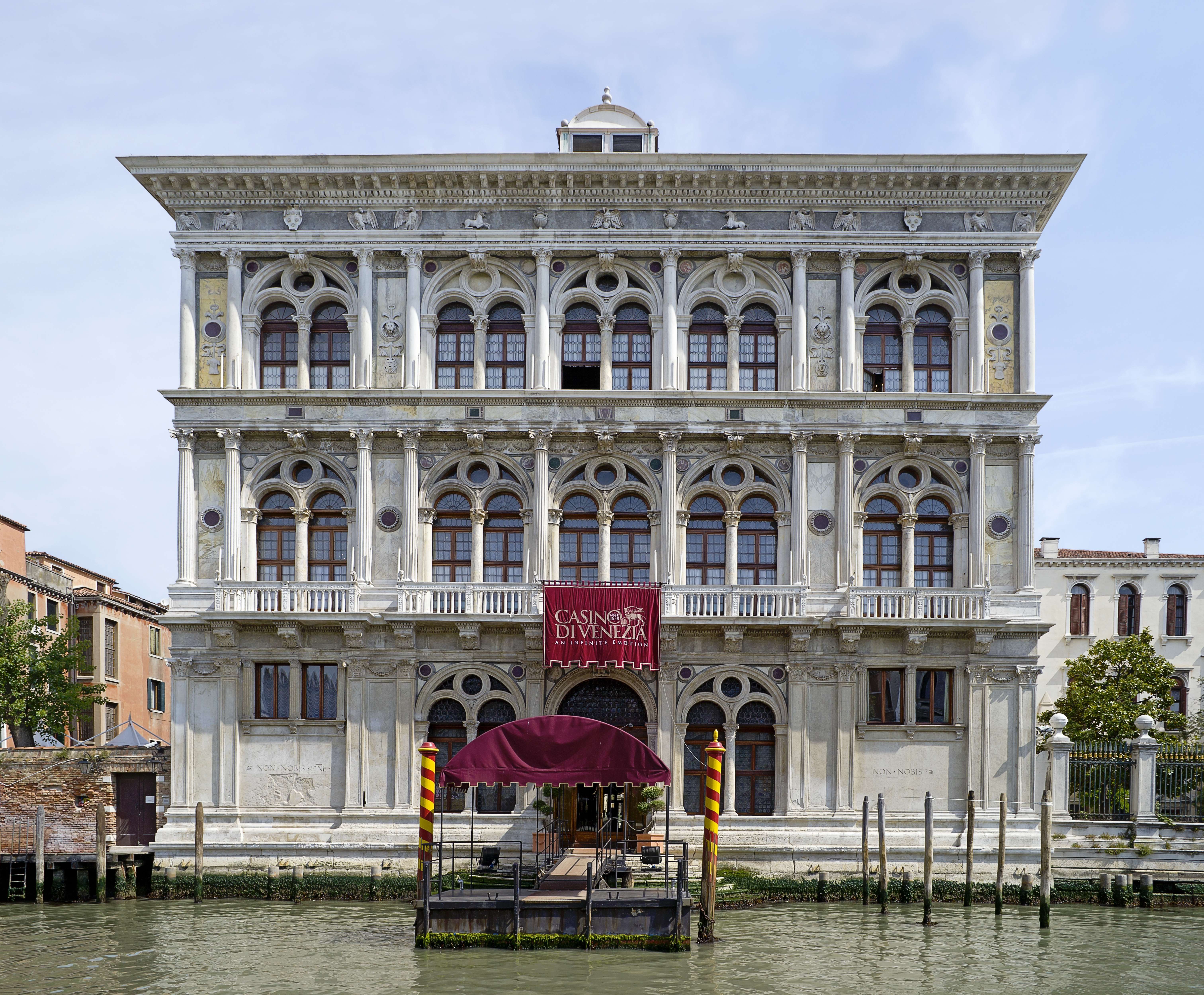
로레단을 위해 카날 그란데에 지어진 카 벤드라민 칼레르지
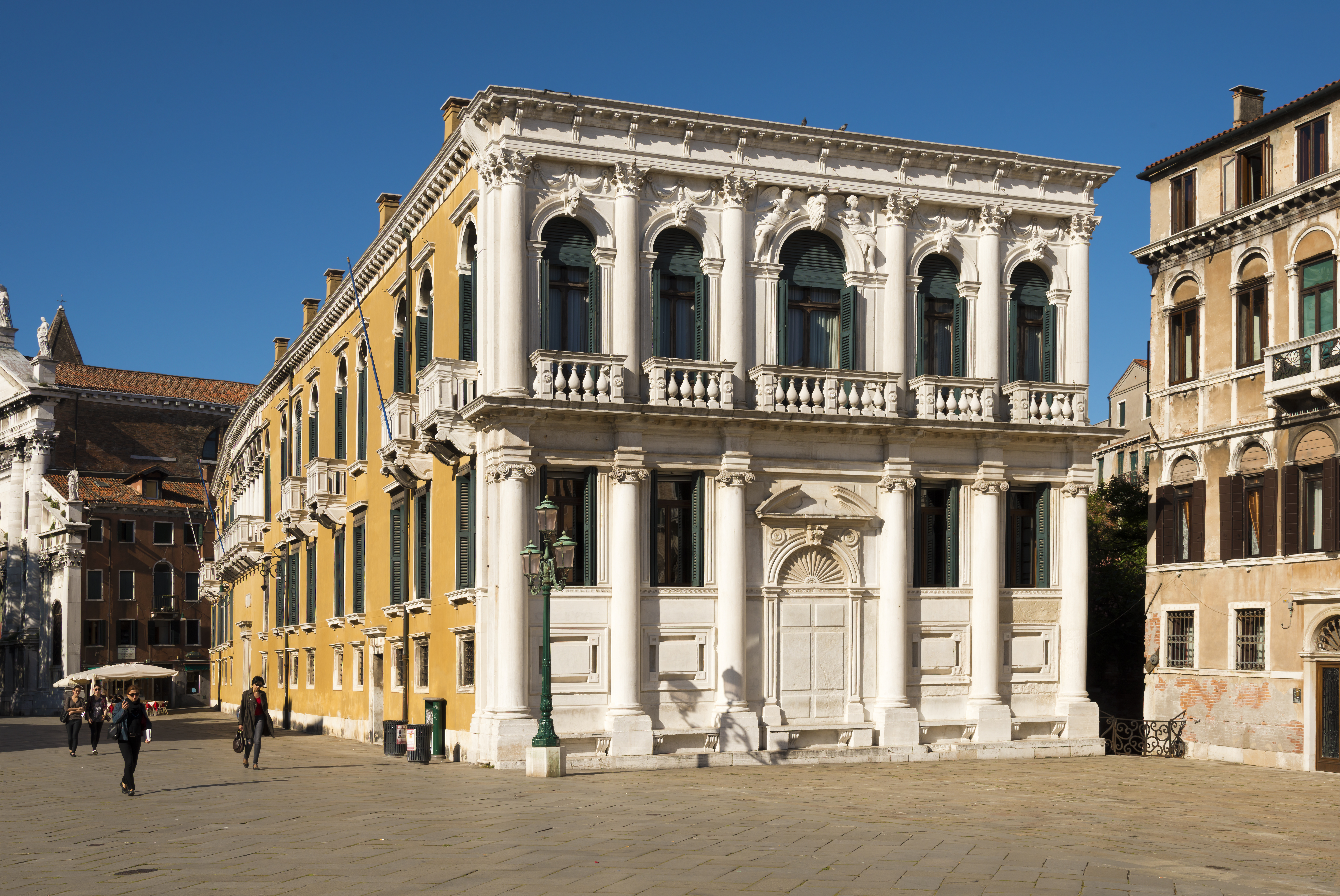
캄포산스테파노의 팔라초 로레단
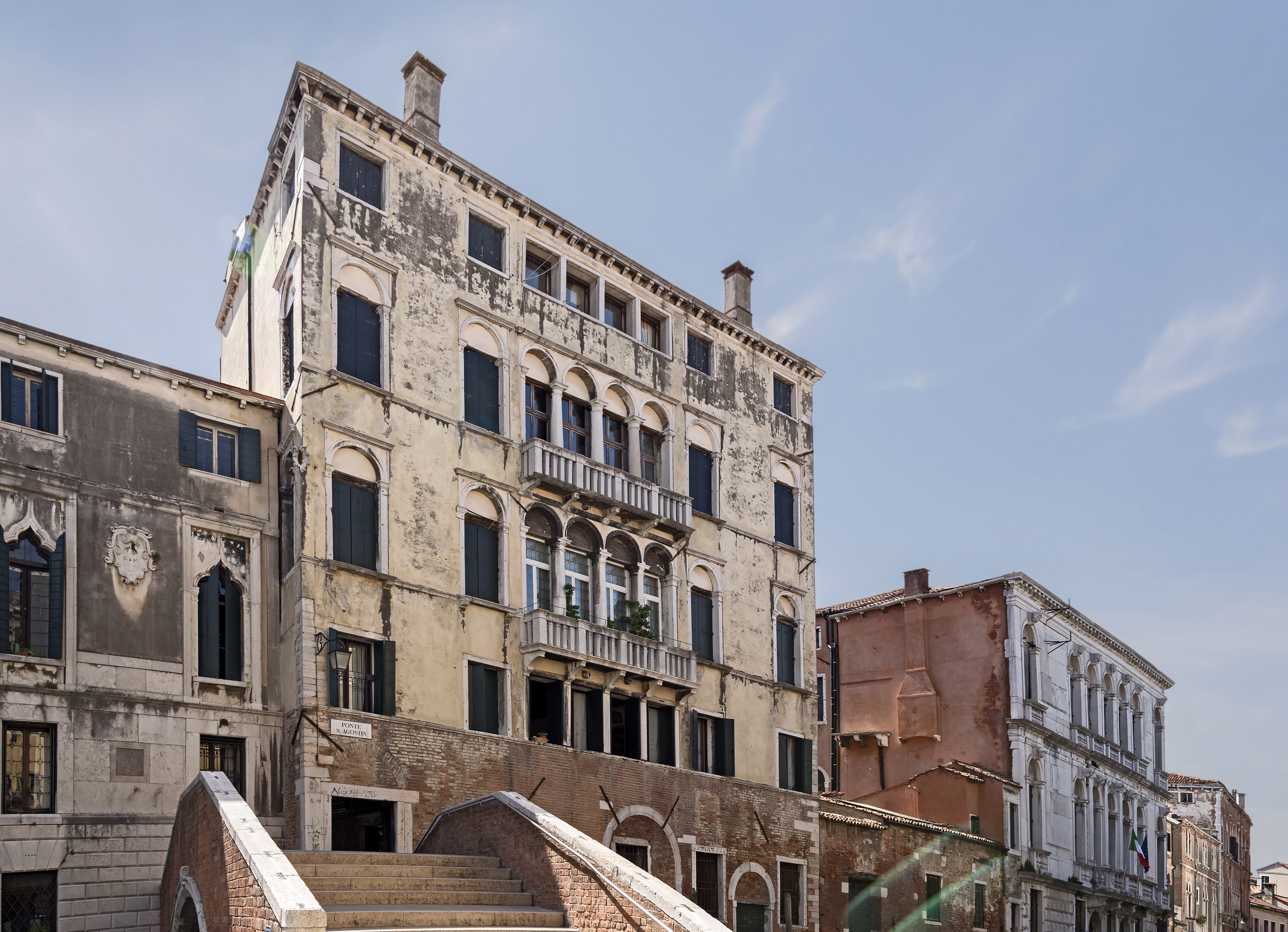
팔라초 주스티니안 로레단
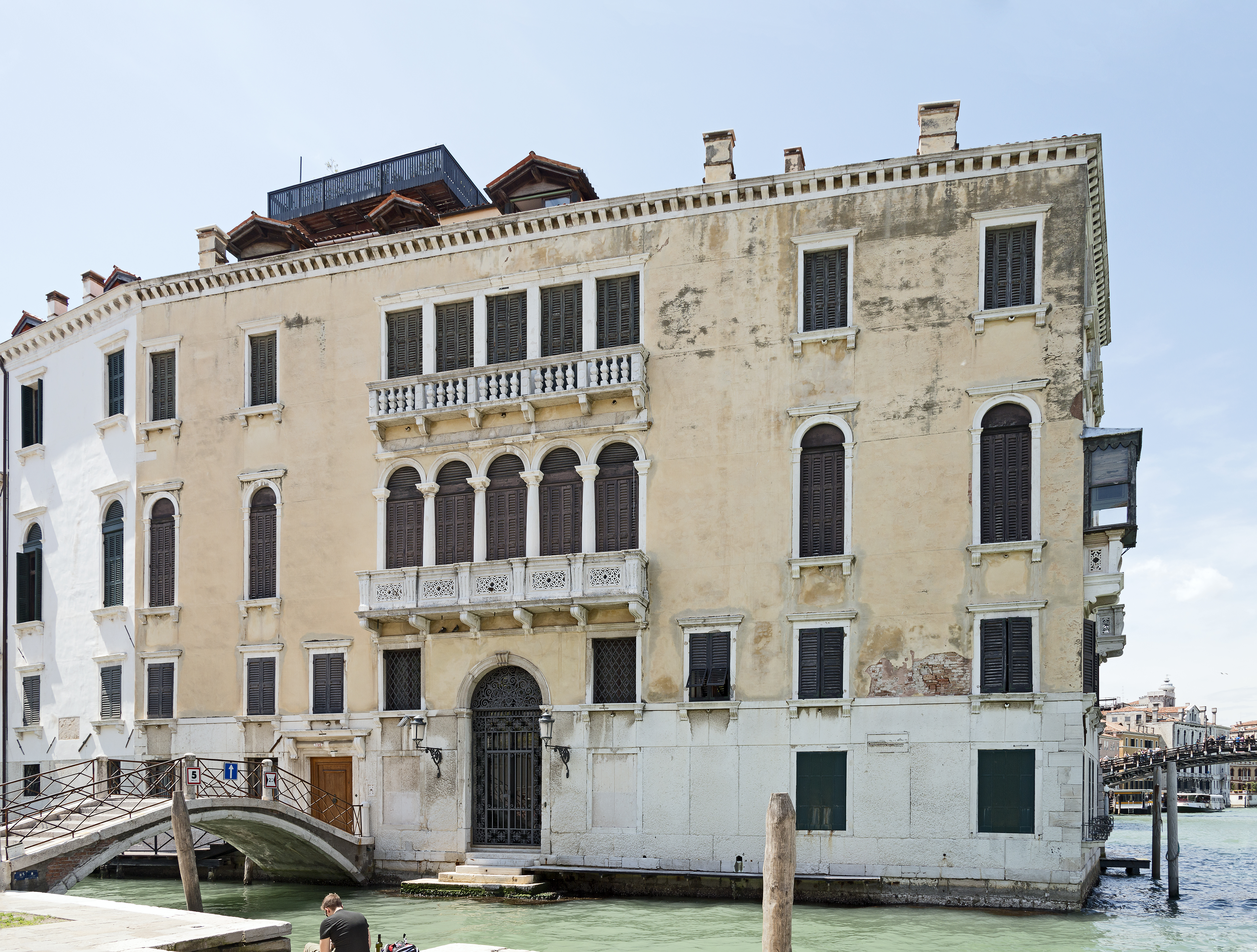
팔라초 로레단 치니
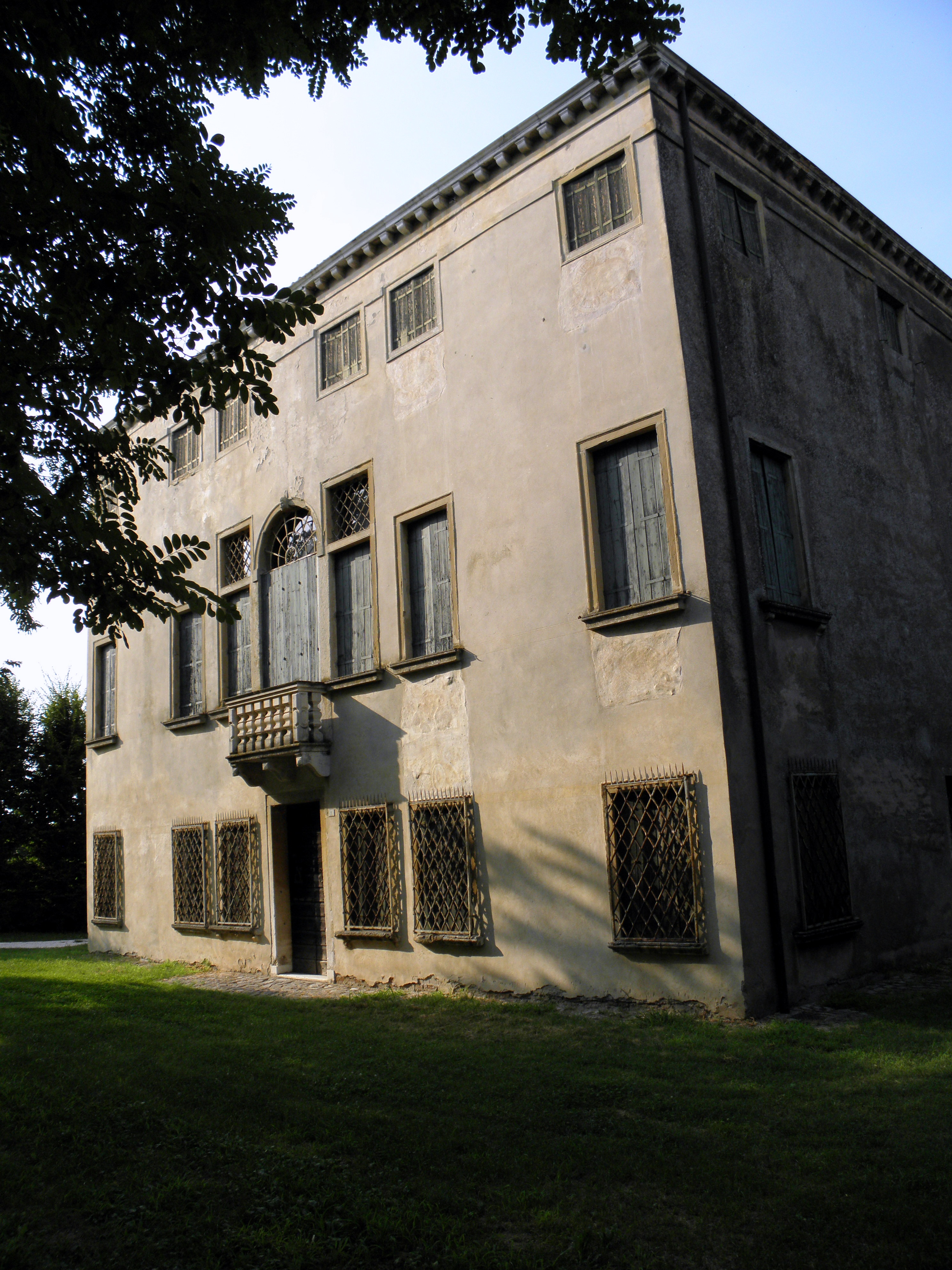
빌라 나니 로레단 (산투르바노)